# Ctenus oligochronius
Ctenus oligochronius är en spindelart som beskrevs av L. des Arts 1912. Ctenus oligochronius ingår i släktet Ctenus och familjen Ctenidae. Inga underarter finns listade i Catalogue of Life.